# Yeghiazar Hromglayetzee
Yeghiazar Hromglayetzee (ur. ?, zm. ?) – w latach 1666–1668 i 1670–1676 ormiański Patriarcha Jerozolimy. Wcześniej od 1645 do 1646 koadiutorem patriarchatu.